# Братство мутантов
Братство мутантов  (англ. Brotherhood of Mutants), также известна как Братство злых мутантов (англ. Brotherhood of Evil Mutants) — вымышленная команда суперзлодеев-мутантов из комиксов Marvel Comics, борющаяся против господства обычных людей на планете. Участники Братства мутантов являются заклятыми врагами Людей Икс. Команда была создана Стэном Ли и Джеком Кёрби и впервые появилась в Uncanny X-Men #4 в марте 1964 года.
В разное время состав и идеология команды менялись. В первый («классический») состав команды, созданную Магнето, входили Жаба, Ртуть, Алая Ведьма, Повелитель разума, Пузырь и Унус Неприкасаемый.

## Вымышленная история

### Братство Магнето
Оригинальной версией команды была группа мутантов во главе с Магнето, управляющий магнитными полями. Другими членами были Ртуть, способный перемещаться с невероятной скоростью, Домино, которая может изменять поля вероятности, Алая ведьма — мутант, обладающая способностью, именуемой «магия хаоса»,Повелитель разума — мутант, владеющий способностями к иллюзиям, Жаба, у которого длинный язык и мощные ноги, которые дают ему возможность сверхчеловеческим прыжкам и, присоединившийся позднее, Пузырь — очень толстый мутант, чей слой жира защищает его от физического вреда. Они множество раз сталкивались с Людьми Икс — команды Профессора Ксавьера, которая в то время состояла из Циклопа, Ангела, Зверя, Человека-льда и Удивительной девушки. В конце концов, Магнето и Жаба были захвачены пришельцем по имени Незнакомец, Повелителя разума он превратил в кусок твёрдой материи, а Ртуть и Алая ведьма присоединились к команде супергероев Мстители.

### Братство Мистик
Мутантка-террористка Мистик организовала свою версию команды, назвав её Братство злых мутантов. В команду входят Пиро, мутант с огненными способностями, Лавина, способный вызывать землетрясение, Роуг, поглощающая силы других мутантов, Судьба, которая может видеть будущее и Пузырь — ветеран команды. Позже Роуг ушла к Людям Икс, а остальная команда переименовывается в Свободную силу (англ. Freedom Force)

## Другие версии

### Ultimate Marvel
В комиксах Ultimate X-Men (Ultimate Marvel) Братство мутантов именуется как Братство превосходства мутантов (Brotherhood of Mutant Supremacy) и возглавляется Магнето.
Во время Ультиматума, большинство членов братства в том числе Магнето, погибли. Братства было распущенно.

## Вне комиксов

### Фильмы
- В первом фильме «Люди Икс» братство Магнето состоит из него, Мистик, Саблезубого и Жабы. Саблезубый неудачно пытается похитить Роуг, когда она с Логаном едет по дороге. Мистик и Жаба похищают сенатора Келли для Магнето и тот превращает его в мутанта, но ему удается скрыться. Мистик в облике Бобби Дрейка говорит Роуг, что ей в школе не рады и требует чтобы она ушла. Магнето, оглушив Логана, похищает Роуг из поезда. Магнето хочет передать часть своих сил чтобы через устройство и сделать мутантами лидеров государств. Люди Икс приходят на помощь Роуг. Росомаха сражается с Саблезубым и с помощью Циклопа убивает его, а потом вонзает свои когти в живот Мистик, Жаба сражается с Циклопом, Джин и Шторм и почти побеждает, но Шторм уносит Жабу из статуи Свободы, потом бьет грозой в перила, за которые он цеплялся языком и Жаба падает в воду. Магнето сажают в пластиковую тюрьму, а Мистик оказывается жива и под видом сенатора Келли защищает права мутантов.
- В фильме «Люди Икс 2» братство состоит лишь из Мистик и самого Магнето. Мистик в облике сенатора Келли пытается убедить Страйкера что мутанты не враги им, а потом проникает в офис Страйкера и узнает где держат Магнето. Она так же узнает что Страйкер строит свой Церебро и добывает план базы Страйкера. Потом помогает бежать Магнето из камеры и вместе с ним объясняет планы Страйкера Людям Икс. Мистик идет к Страйкеру под видом Росомахи и когда тот распознает что это не Росомаха, она убивает несколько солдат и закрывается в комнате управления и впускает Людей Икс и Магнето внутрь. Магнето и Мистик идут к Церебро и дают Ксавьеру новое задание — искать и убивать людей. После улетают с базы на самолете Страйкера. К ним присоединяется Пиро.
- В фильме «Люди Икс: Последняя битва» Мистик арестовывают. Они пытаются выяснить, где Магнето и возят её в передвижной тюрьме. Магнето и Пиро приходят на собрание мутантов и Магнето пытается убедить всех что началось истребление мутантов и просит тех кто хочет остаться мутантом присоединяться к нему. В итоге к ним присоединились: Шип, Каллисто, Арклайт, Псайлок, Малыш Омега. Каллисто находит для Магнето Мистик и в передвижной тюрьме, где её возили, они освобождают Джаггернаута, Множителя, но Мистик теряет свои силы после попадания в неё дротика с лекарством и Магнето бросает её там. К ним присоединяется и Джин. На острове Алькатрас видно ещё несколько мутантов: Пепел — который извергает лаву из рта, Мужчина, который в поединке с Росомахой показал что может заново отращивать свои конечности, несколько мутантов которые могут копировать себя, прыгать на большие расстояния и телепортироваться, мутант по способностям похожий на Жабу. Росомаха убивает Шипа в лагере Магнето. Арклайт волной уничтожает пластиковое оружие для метания лекарства. Судьба Джаггернаута неизвестна после того как Китти обманом победила его, Малыш Омега убивает помощницу доктора Уортингтона, потом Малыш Омега, Арклайт и Псайлок хотят убить самого доктора, но его спасает Ангел. В удаленной сцене Фат был заморожен Айсбергом и вдребезги разбит Колоссом. Шторм убивает Каллисто, Айсберг замораживает руки Пиро и вырубает его головой (позже стало известно что Айсберг спас Пиро, когда Феникс начал уничтожать остров). Магнето теряет силы, Малыш Омега, Псайлок и Арклайт погибают от силы Феникса. Росомаха убивает Феникса.
- В фильме «Люди Икс: Первый класс» в финальной битве Магнето убивает Себастьяна Шоу и заполучает власть над его помощниками Эммой Фрост, Риптайдом и Азазелем, а также уговаривает присоединится к ним и мутантов из группы Ксавьера — Мистик и Анхель Сальвадор, формируя таким образом своё первое Братство мутантов.

## Мультсериалы
- Братство появлялось в пилотном эпизоде мультсериала Pryde of the X-Men 1989 года. Оно состоит из Магнето, Жабы, Пузыря, Пиро, Джаггернаута и Белой Королевы. Братство участвует в плане Магнето уничтожения людей с помощью кометы.
- Братство Злых Мутантов появляется в мультсериале Люди Икс. Впервые появляется в 9 серии 1го сезона. По приказу Мистик Пиро и Лавина прибывают на остров Мюр. Но те не зная планов Мистик похищают доктора Адлера в чьем облике была сама Мистик. В сюжете Дни минувшего будущего к братству присоединяется Пузырь и братство пытается убить Келли. В 2х09 выясняется, что когда-то в братстве состояла Шельма, поэтому братство и сражается с Людьми Икс лишь из-за того, что Мистик хочет вернуть Шельму.
- Братство Злых Мутантов присутствует в мультсериале Люди Икс: Эволюция. В 1 сезоне Мистик собирала братство по приказу Магнето. Первоначальный состав был из: Пузыря (он же Слон), Лавины (он же Вулкан), Ртути и Жабы. В братстве была и Шельма, но ушла в 7 серии узнав что братство использовало её. Первый бой команды против Людей икс был в 6 серии где они сражались за аппарат-телерепортер Кузнеца. В 9 серии соперничали с людьми икс за флаг в тренировочном лагере, а в конце объединились с людьми икс против Джаггернаута. в 10 серии по приказу Магнето пытаются помешать Мистик рассказать Курту что она его мать. В финале 1го сезона Магнето устраивает поединки между братством + Саблезубый и Людьми Икс победители получают место на Астеройде М. Но большинство людей икс которые проиграли объединившись с Мистик и Жабой летят на Астеройд мстить Магнето. В итоге Астеройд разрушен, а Мистик с Магнето пропали и братство остается без командира. Во 2ом сезоне устав скрывать свою силу братство появляется на стадионе и открыто на камерах заявляет о мутантах, а после сражаются с людьми икс. Люди Икс побеждают, а благодаря Ксавье секрет мутантов остался нераскрытым. После они прекращают враждовать и Ланс начинает встречаться с Китти. В 3 серии братство услышав о разговоре Бум-Бум с отцом о краже денег пытаются забрать деньги, но их останавливают люди икс. В конце серии Бум-Бум присоединяется к братству. В 2х09 Ланс из-за Китти решает присоединиться с Людям икс хоть остальные члены и пытаются убедить его что он не впишится в их команду. Постоянные обвинения во всех грехах и правила Людей Икс заставляют Ланса вернуться к братству. В 10 серии Бум-Бум использует машину Ланса что бы с девушками Икс сражаться с преступностью по ночам. В 2х13 братство идет на вечер белого танца в школе. Когда на школу нападают динозавры из другого мира братство становится на защиту школы. В 2х15 Мистик возвращается в братство приведя «секретное оружие» Ванду, выгоняет из братства Бум-Бум и отправляет братство на битву с Людьми икс как проверку перед походом против Магнето. Братство с помощью Ванды побеждает Людей Икс. Узнав что Магнето похитил Росомаху Мистик отправляет братство на помощь Людям Икс в поиске Магнето. Когда Ксавье находит Росомаху Люди икс и Братство летят к складам где попадают в засаду Служителей Магнето и Ртуть показывает что он на самом дела всегда был верен Магнето и сбегает к отцу. В последующие битве со стражем Пузырь был схвачен. Мистик отправила Ванду и Жабу узнать что с Магнето, а остальные отправились в сектор 51 спасать Пузыря и остальных членов Людей Икс. В итоге Люди Икс оставляют Мистик в секторе 51, а братство скрываются расставшись с людьми икс. В 3х03 Келли объединяет Братство и Дункана против Людей Икс. В битве Люди Икс побеждают и братство сбегает. В 3х04 Ванда в плане мести Магнето сдает Ртуть полиции, а Гамбит передает братству просьбу Магнето освободить Ртуть. Несмотря на вмешательство Шельмы и Китти братству удается освободить Ртуть и сбежать. Магнето отправляет Ртуть в братство и ставит его лидером. В 3х07 Ванда продолжает поиски Магнето, Жаба ей помогает. После Ванда возвращается в братство с промытыми мозгами. В 3х12 Шельма под контролем Месмеро крадет силы у членов братства и в поэтому они объединяются с Служителями и Людьми Икс против Месмеро и едут В Египет где под сфинксом сражаются с робо-статуями. В 4х01 окаменевшую Мистик отдают братству и Курт пытается забрать у них свою мать. В 4х02 опечаленная «смертью» отца Ванда устраивает аварию в метро. Братство сами того не желая спасают людей и получают денежную награду и популярность. Потом братство решает ради популярности подстраивать аварии и спасать людей, но однажды они зайдя слишком далеко спровоцировали аварийную ситуацию и сбежали. В итоге только Ланс решил помочь Людям икс. В финале сезона все члены братства кроме Ванды сначала отказываются помогать Людям Икс в битве с Апокалипсисом, но потом все таки приходят и сражаются против Магнето. А в показанном будущем братство вступает в ЩИТ.
- В мультсериале Росомаха и Люди Икс братство состоит из Пузыря, Жабы, Лавины, Домино с лидером Ртутью. Они действуют в городе и выполняют приказы Магнето. Во 2 серии ищут Келли, чтобы заставить его отменить закон о регистрации. В конце серии Шельма присоединяется к братству. В 8 серии попавший в тюрьму Жаба говорит братству о Нитро и они, забрав Нитро, уничтожают базу с досье на зарегистрированных мутантов, а позже пытаются отвести его на Дженошу, но их перехватывают Люди Икс. Люди Икс забирают Нитро, а Братство отступает поняв, насколько Нитро опасен. Позже Шельма подслушивает разговор Пьетро с Магнето, в ходе которого Максимофф обещает выполнить какую-то миссию, в обмен на возвращение к отцу .Шельма пытается сообщить об этом Росомахе. В 13 серии, считав память Ртути, Шельма пытается предупредить Людей Икс о готовящимся нападении на них, но ей не верят и сажают в камеру. Когда братство нападает на особняк Шельма помогает Людям икс победить. За неудачи Пьетро Магнето пытается сдать его МРД, но братству удается уйти из логова и помочь людям икс уничтожить Форм-Мастера. В 24 серии по приказу Магнето братство похищает Келли. В 25-26 серии Пьетро помогает отцу в его нападении на мир людей.